# Russische Socialistische Partij
De Russische Socialistische Partij (Russisch: Русская социалистическая партия, РСП,  Russkaja sotsialisticheskaja partija, RSP) was een Russische politieke organisatie die in 1996 werd opgericht door de zakenman en miljonair Vladimir Brintsalov (*1946). In 2001 ging de partij op in Verenigd Rusland.
De RSP werd op 27 april 1996 opgericht als machtsvehikel voor de zakenman Brintsalov, die eerder lid was geweest van de Sociaaldemocratische Partij van de Russische Federatie. De partij kende een betrekkelijk conservatief programma, was traditionalistisch en daarnaast pleitbezorger voor een minimumloon, hogere lonen in het algemeen en een hogere kinderbijslag. Bij de presidentsverkiezingen van 1996 werd Brintsalov met 0,16% van de stemmen en eindigde daarbij als laatste. Bij de parlementsverkiezingen van 1999 werd Brintsalov in de Staatsdoema gekozen; hij nam zitting in de fractie van de Volkspartij van de Russische Federatie. In 2001 trad Brintsalov toe Verenigd Rusland en kwam er een einde aan de Russische Socialistische Partij.